# Battletoads in Battlemaniacs
Battletoads in Battlemaniacs, pubblicato dalla Tradewest nel 1993 per Super NES e da Tec Toy nel 1996 per Sega Master System, è il sequel di Battletoads.

## Trama
La storia si apre con i Battletoads che vengono invitati dal loro maestro, professor T-Bird, nella fortezza di Gyachung-La nel Tibet del nord, dove la Psicone Corporation sta ultimando la loro nuova arma segreta, il "Gamescape", un generatore di giochi virtuali. Improvvisamente un servitore della Dark Queen e il suo alleato Silas Volkmire sbucano dal nulla e rapiscono Michiko Tashoku (figlia del CEO della Psicone Corporation, Yuriko Tashoku) e Zitz. Rash e Pimple devono quindi entrare nel "Gamescape", salvare i due prigionieri e fermare Volkmire e la Dark Queen prima che riescano a dominare il mondo.

## Modalità di gioco
Si possono controllare Pimple o Rash ed entrambi dispongono di combo d'attacchi per sconfiggere i loro avversari. Lo stile grafico del gioco è cartoonesco, con armi eccessivamente grandi che escono dagli arti dei Battletoads per concedere il  colpo di grazia. A differenza del predecessore e della versione arcade, a partire dal terzo livello in poi il gioco diventa sempre più difficoltoso, passando da picchiaduro a scorrimento a gioco di corse. Punto in comune con il suo predecessore è  che si tratta di un gioco molto difficile da portare a termine.

## Conversioni
Il gioco fu convertito per Sega Master System dalla Syrox Developments nel 1994 ed era in procinto di essere pubblicato in Europa dalla Virgin Interactive nel luglio 1994, ma fu cancellato all'ultimo momento per ragioni ignote, nonostante il gioco fosse stato recensito dalla stampa videoludica nel Regno Unito.
Tempo dopo, Tec Toy s'accordò con la Virgin Interactive e distribuì la versione per Sega Master System in Brasile, nonostante fosse di base incompleta: la si può portare a termine, ma incappando in errori minori come glitch grafici, collisioni fatali ed invisibili in alcuni livelli, scene d'intermezzo erroneamente presentate cronologicamente e la mancanza di musica adeguata al contesto della situazione (oltre alla mancanza di una colonna sonora in alcuni livelli).